# Альфа Форекс
Альфа Форекс — это российский лицензированный форекс-дилер с долей 73 % рынка, учрежденный Альфа-Банком. Входит в частную банковскую группу ABH Holdings S.A. Оказывает услуги по предоставлению доступа к торгам на валютном рынке Форекс на основании лицензии профессионального участника рынка ценных бумаг от 20 декабря 2018 года, выданной Банком России. Член СРО «Ассоциация форекс-дилеров». Единственный офис компании находится в Москве.

## История
Компания «Альфа-Форекс», оказывающая услуги в сфере интернет-трейдинга на рынке Форекс, была основана в 2003 году. До марта 2018 года работала в юрисдикции Республики Кипр и на территории РФ под лицензией финансового регулятора CySEC, пока на фоне соответствующей директивы финансового регулятора не было принято решение покинуть российский рынок.
Позже, в конце 2018 года была получена лицензия Банка России, так как по закону «О рынке ценных бумаг» дилерская деятельность на территории РФ относится к лицензируемой, а в феврале 2019 года зарегистрирован рамочный договор. С марта 2019 года Альфа-Форекс начал принимать резидентов РФ на обслуживание.
В 2022 году Альфа-Банк — учредитель компании «Альфа-Форекс», попал под крупнейшие санкции США. Но эти ограничения не повлияли на обслуживание клиентов. Форекс-дилер работает в обычном режиме.

## Описание
В инвестиционный холдинг ABH Holdings S.A. по состоянию на 2023 год входили:
- Альфа-Банк;
- Альфа-Форекс;
- Альфа-Директ;
- АльфаСтрахование.

ABH Holdings S.A. (ABHH) в сентябре 2023 года объявил, что одновременное ведение бизнеса на территории России и Европы невозможно. А в мае 2024 года холдинг опубликовал информацию о потере ключевых финансовых активов в РФ, включая Альфа-Банк Россия.
Крупнейшее мировое рейтинговое агентство FitchRatings присвоило консорциуму Альфа-Групп рейтинг AA-. Альфа-Форекс предоставляет доступ к современному торговому терминалу MT5, а также безопасную торговую среду.

## Показатели деятельности
Размер уставного капитала — 244 500 000 рублей. По итогам первого квартала 2022 года клиенты компании «Альфа-Форекс» в результате возросшей на внутреннем валютном рынке волатильности получили наибольшие убытки по сравнению с тремя другими игроками — более 384 млн рублей, вместе с тем в квартальном выражении количество активных счетов выросло с 7,3 до 8,3 тыс.
Доход по всем клиентским счетам дилера за 2023 год составил 4,79 млрд рублей, как следует из отчетности перед регулятором. Из документа об обобщенных финансовых результатах, опубликованного на официальном сайте посредника, следует, что по состоянию на четвертый квартал 2023 года число активных клиентов было около 10,6 тыс.
Общий объем торгов компании в 2023 году составил 121,9 млрд долларов, количество сделок — 10,37 млн.
В 2019 году «Альфа-Форекс» не попал под санкции Центробанка, который аннулировал лицензии пяти российских форекс-дилеров. По мнению представителей ЦБ, деятельность этих компаний связана с высокими рисками. Также на момент отзыва лицензии дилеры не разделяли инвесторов на категории в соответствии с квалификацией. Дополнительным фактором также стал факт, что форекс-дилеры находились под иностранной юрисдикцией — фактически были дочерними представительствами зарубежных компаний на территории России.
По данным Forbes, Альфа-Форекс остался в числе лицензированных компаний.
Лицензию профессионального участника рынка ценных бумаг дилер получил в декабре 2018 года. Лицензия бессрочная. Дилер также состоит в профильной СРО — ассоциации форекс-дилеров (АФД).

## Критика
Критика российского легального Форекса, и в частности дилера «Альфа-Форекс», в основном связана с ограниченной линейкой финансовых инструментов. По закону лицензиатам разрешено предоставлять для торговли только валютные пары.
Российский Форекс также критикуют за налоговую проблему и возникающий при этом регуляторный арбитраж между отечественной и зарубежной юрисдикциями.
При этом в условиях кризиса доля трейдеров, получивших доход на Форексе, оказалась выше, чем на других финансовых рынках.